# Ippocrate di Siracusa
Ippocrate (Cartagine, ... – presso il fiume Anapo, 212 a.C.) è stato tiranno di Siracusa dal 214 al 212 a.C. con il fratello Epicide.

## Biografia

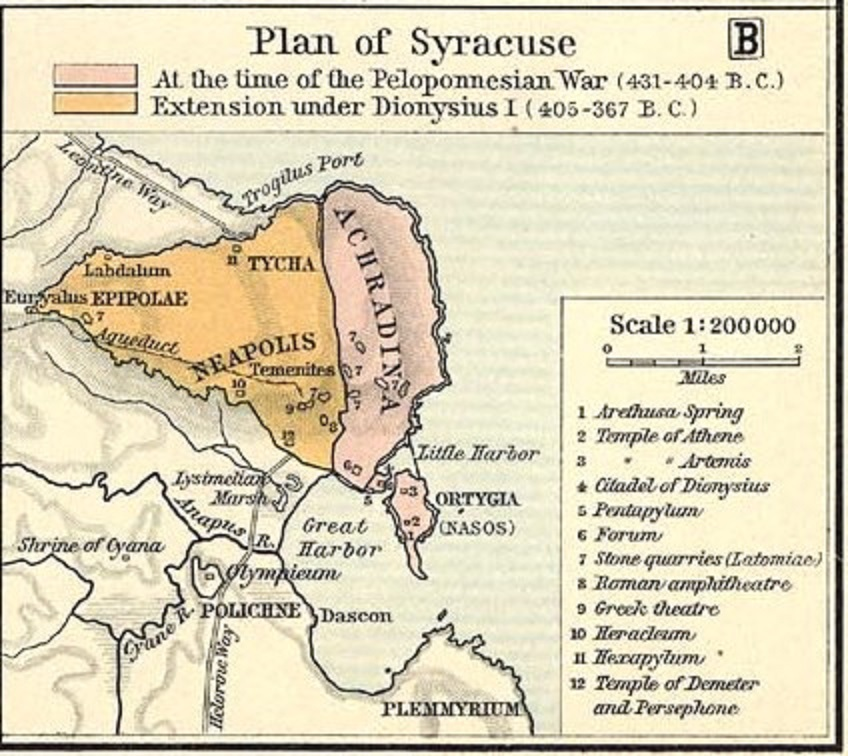
Mappa dell'antica Siracusa (Syrakousai)

Figlio primogenito di una cartaginese e del figlio di un siracusano esiliato da Agatocle, da giovane con il fratello servì valorosamente l'esercito di Annibale e da lui fu mandato in ambasciata dal tiranno di Siracusa Geronimo. Entrambi riuscirono a convincere il giovane sovrano a rinunciare all'alleanza con i Romani.
L'assassinio del tiranno e la rivolta che seguì impaurì i due cartaginesi, che prima chiesero di tornare in patria, poi compresero che avrebbero potuto trarre dei giovamenti da quella situazione. Dopo l'assassinio del generale Adranodoro, presero il potere. In città però tornò a prevalere il partito filoromano, e i due furono costretti a rifugiarsi a Lentini. Lì li attaccò Marco Claudio Marcello che, a causa di una presunta strage compiuta dai suoi soldati nella città, si inimicò nuovamente i siracusani, che acclamarono Ippocrate ed Epicide nuovi tiranni.
Marcello iniziò l'assedio di Siracusa, che fu difesa coraggiosamente da entrambi e poi dal solo Epicide, mentre Ippocrate era andato a difendere altre parti dell'isola grazie al sostegno di Imilcone, sbarcato ad Eraclea Minoa con le truppe cartaginesi. Imilcone sbarcò, infatti, con 25.000 fanti, 3.000 cavalieri e 12 elefanti, una quantità di soldati superiore a quella con cui aveva tenuto la flotta al promontorio di Pachino. Egli era stato inviato da Annibale in soccorso di Ippocrate. Giunto ad Eraclea, ricevette la resa di Agrigento e, poco dopo, si congiunse ad Ippocrate che, con la sua armata di 10.000 fanti e 500 cavalieri, aveva deciso di accamparsi presso Akrillai. E mentre i Siracusani stavano fortificando il loro campo, giunse Marcello, che tornava da Agrigento, già occupata dal nemico, e non si aspettava di incontrare un esercito siracusano. Tuttavia temendo di poter essere attaccato da Imilcone, marciava con l'esercito in formazione, pronto a difendersi da un possibile assalto improvviso. Il caso volle che quella cautela utilizzata contro un possibile attacco dei Cartaginesi servì al comandante romano per avere la meglio contro i Siracusani. Questi ultimi infatti vennero sorpresi mentre erano ancora intenti a preparare gli accampamenti. La fanteria venne assalita praticamente inerme, mentre la cavalleria riuscì a rifugiarsi da Ippocrate ad Akrillai, dopo brevi scaramucce. Grazie all'esito di questa battaglia, molti tra i Siculi abbandonarono il proposito di allontanarsi dai Romani e Marcello poté far ritorno a Siracusa.
Dopo pochi giorni che Marcello era tornato nell'accampamento romano davanti a Siracusa, anche Imilcone, che si era congiunto con Ippocrate, pose gli accampamenti nei pressi del fiume Anapo, a circa otto miglia dalla città (pari a 12 km circa). Dopo la strage compiuta dei Romani ad Henna, Ippocrate si rifugiò a Murgantia ed Imilcone ad Agrigento, dopo aver inutilmente avvicinato ad Henna l'esercito.
E mentre questi fatti accadevano all'interno della Sicilia, Marcello si era adoperato per conquistare quasi interamente Siracusa (212 a.C.). A resistergli rimaneva solo l'Isola di Ortigia e il quartiere dell'Akradina. Ippocrate ed Imilcone attaccarono così le forze romane, riportando però una sconfitta. Rifugiatisi sulle rive del fiume Anapo, furono vittime di una grave pestilenza che decimò le truppe ed uccise i due generali.